# Pascal Bruckner
Pascal Bruckner, francoski pisatelj, esejist, publicist in filozof, * 15. december 1948.

## Dela
- Gospod Tac (Monsieur Tac)
- Žolčni medeni tedni (Lunes de fiel)
- Tatovi lepote (Les Voleurs de beauté)
- Demokratična otožnost (La Mélancolie démocratique)
- Ihtenje belega človeka (Le Sanglot de l'homme blanc)
- Skušanje nedolžnosti (La Tentation de l'innocence)
- Nenehna vzhičenost - esej o prisilni sreči (slovenski prevod (COBISS))

1. ↑  BD Gest'
2. ↑  Brockhaus Enzyklopädie
3. ↑  https://www.astro.com/astro-databank/Bruckner,_Pascal